# جیم فایف
جیم فایف (انگلیسی: Jim Fyfe) بازیگر، نویسنده، مربی بازیگری، کارگردان تئاتر و مجری تلویزیون اهل ایالات متحده آمریکا است. وی از سال ۱۹۸۶ میلادی تاکنون مشغول فعالیت بوده‌است.
از فیلم‌ها یا برنامه‌های تلویزیونی که وی در آن نقش داشته‌است می‌توان به تیم نایت رایدر، بوسه پیش‌از مرگ، پرونده‌های ایکس، ترس‌آفرینان اشاره کرد.